# Žišci
Žišci (Bruchidae) porodica su (prema drugoj podjeli potporodica, Bruchinae) sitnih (do 5 mm duljine) kukaca iz reda kornjaša koji većinu svog života provode u jednom zrnu mahunarki. U proljeće kao odrasli kukci izlaze iz tog zrna, hrane se dijelovima cvjetova mahunarki, čekaju da se na biljkama zametnu mlade mahune te na njima ženke polažu jaja.

## Izgled
Tijelo im je zbijeno, najčešće smeđe ili crne boje, glava sitna, ticala srednje duljine.

## Ličinke
Ličinke su najčešće bijele boje, savinuta tijela, bez nogu. Oštećuju ali ne uništavaju zrna kojima se hrane jer su jako sitne. Kad zrno dozrije i otvrdne, progrizu put prema van ali se u rupici u kojoj živjele do tada zakukulje.

## Vrste
Poznato je oko 1350 vrsta. Najpoznatije vrste u Hrvatskoj: graškov žižak (Bruchus pisorum), grahov žižak (Acanthoscelides obtectus), Bruchus tristis, Bruchus viciae i dr.